# 칼손의 부등식
칼손의 부등식(Carlson's inequality, -不等式)은 스웨덴 수학자 프리츠 다비드 칼손(Fritz David Carlson)이 1934년 제출하여 그의 이름이 붙은 부등식이다. 여러 종류의 형식이 있는데, 대표적인 것은 코시-슈바르츠 부등식에서 순수하게 대수적으로 유도할 수 있는 합 형태와 {\displaystyle L_{2}} 공간에서 실해석학의 기법으로 유도할 수 있는 적분 형태의 두 종류이다. 두 경우 모두 자주 쓰이는 형태는 유사한데, 이산 형태와 연속 형태로 불리기도 한다.

## 합 형태
합 형태 칼손의 부등식은 보통 다음과 같은 두 형태 중 하나로 사용된다.
1. 임의의 실수 {\displaystyle a_{1},a_{2},...,a_{n}} 에 대하여, {\displaystyle (\sum _{i=1}^{n}a_{i})^{2}<{\frac {\pi ^{2}}{6}}(\sum _{i=1}^{n}i^{2}a_{i}^{2}).}
2. 임의의 실수 {\displaystyle a_{1},a_{2},...,a_{n}} 에 대하여, {\displaystyle (\sum _{i=1}^{n}a_{i})^{4}<\pi ^{2}(\sum _{i=1}^{n}a_{i}^{2})(\sum _{i=1}^{n}i^{2}a_{i}^{2}).}

### 증명
둘 모두 코시-슈바르츠 부등식에서 쉽게 유도가능하다. 위의 {\displaystyle {a_{i}}} 및 임의 n개의 0이 아닌 실수 {\displaystyle c_{1},c_{2},...,c_{n}} 에 대하여 코시-슈바르츠 부등식을 적용하면,
{\displaystyle (a_{1}+...+a_{n})^{2}=(a_{1}\cdot c_{1}\cdot {\frac {1}{c_{1}}}+...+a_{n}\cdot c_{n}\cdot {\frac {1}{c_{n}}})^{2}\leq (a_{1}^{2}c_{1}^{2}+...+a_{n}^{2}c_{n}^{2})({\frac {1}{c_{1}^{2}}}+...+{\frac {1}{c_{n}^{2}}}).}
을 얻는다. 여기서 {\displaystyle C_{n}:={\frac {1}{c_{1}^{2}}}+...+{\frac {1}{c_{n}^{2}}}} 라 쓰면, 이는 다음과 같은 일반적인 부등식이 된다.
{\displaystyle (a_{1}+...+a_{n})^{2}\leq C_{n}(a_{1}^{2}c_{1}^{2}+...+a_{n}^{2}c_{n}^{2}).}
여기서 {\displaystyle c_{i}=i} 라 할 경우, {\displaystyle C_{n}<\zeta (2)={\frac {\pi ^{2}}{6}}} 으로부터 첫 번째 부등식이 증명된다. 다음으로, 양수 t에 대해 {\displaystyle c_{i}^{2}=t+{\frac {i^{2}}{t}}} 로 놓고 전개하면,
{\displaystyle C_{n}={\frac {t}{t^{2}+1^{2}}}+{\frac {t}{t^{2}+2^{2}}}+...+{\frac {t}{t^{2}+n^{2}}}<{\frac {\pi }{2}}.}
이 된다. {\displaystyle P:=a_{1}^{2}+...+a_{n}^{2},Q:=a_{1}^{2}+2^{2}a_{2}^{2}+...+n^{2}a_{n}^{2}} 라 두고 {\displaystyle t={\sqrt {\frac {Q}{P}}}}를 만족하도록 t를 잡으면, 다음과 같이 식을 전개할 수 있다.
{\displaystyle (a_{1}+...+a_{n})^{2}\leq C_{n}(a_{1}^{2}c_{1}^{2}+...+a_{n}^{2}c_{n}^{2})<{\frac {\pi }{2}}(t(a_{1}^{2}+...+a_{n}^{2})+{\frac {1}{t}}(a_{1}^{2}+2^{2}a_{2}^{2}+...+n^{2}a_{n}^{2}))={\frac {\pi }{2}}(tP+{\frac {1}{t}}Q)=\pi {\sqrt {PQ}}.}
이제 양 변에 제곱을 취하면 두 번째 부등식을 얻는다.

## 적분 형태
적분 형태 칼손의 부등식도 위와 같은 두 가지 형태가 모두 가능하다. 두 번째 형태만 직접 서술해 보면 다음과 같다.
1. 만약 f가 실수값 함수이고 {\displaystyle f,xf\in L_{2}(0,\infty )} 이면, {\displaystyle (\int _{0}^{\infty }f(x)dx)^{4}<\pi ^{2}(\int _{0}^{\infty }f^{2}(x)dx)(\int _{0}^{\infty }x^{2}f^{2}(x)dx).}

## 참고 문헌
- Arthur Engel (1997), Problem-Solving Strategies, Springer Verlag, ISBN 0-387-98219-1